# Microrregión de São Miguel do Oeste
La microrregión de São Miguel do Oeste es una de las microrregiones del estado brasileño de Santa Catarina perteneciente a la mesorregión Oeste Catarinense. Su población estimada, divulgada por el IBGE en 2009, fue de 177.497 habitantes y está dividida en 21 municipios. Posee un área total de 4.241,988 km².

## Municipios
- Anchieta
- Bandeirante
- Barra Bonita
- Belmonte
- Descanso
- Dionísio Cerqueira
- Guaraciaba
- Guarujá do Sul
- Iporã do Oeste
- Itapiranga
- Mondaí
- Palma Sola
- Paraíso
- Princesa
- Riqueza
- Romelândia
- Santa Helena
- São João do Oeste
- São José do Cedro
- São Miguel do Oeste
- Tunápolis

- Datos: Q2295028